# Perches (ort)
Perches är en ort i Haiti.   Den ligger i departementet Nord-Est, i den nordöstra delen av landet, 120 km norr om huvudstaden Port-au-Prince. Perches ligger 116 meter över havet och antalet invånare är 1 889.
Terrängen runt Perches är kuperad åt sydväst, men åt nordost är den platt. Runt Perches är det ganska tätbefolkat, med 214 invånare per kvadratkilometer. Närmaste större samhälle är Trou du Nord, 14,8 km nordväst om Perches. I omgivningarna runt Perches växer huvudsakligen savannskog.